# Dicrostonyx nelsoni
Dicrostonyx nelsoni — вид гризунів родини Cricetidae, який зустрічається в західній і південно-західній частині Аляски в США, але більше подробиць про екологію невідомо.